# Arrondissement de Haguenau
L'arrondissement de Haguenau est une ancienne division administrative française, située dans le département du Bas-Rhin, en région Alsace. 

## Histoire
Par suite d'une volonté de l'État de réorganiser la carte des arrondissements en voulant prendre en compte les limites des EPCI, l'arrondissement de Wissembourg a été rattaché à celui de Haguenau le 1er janvier 2015 et renommé Haguenau-Wissembourg. Des communes de l'arrondissement de Strasbourg-Campagne et de Saverne ont été également adjoint à Haguenau-Wissembourg.

## Composition
- canton de Bischwiller
- canton de Haguenau
- canton de Niederbronn-les-Bains

## Administration
Liste des sous-préfets de l'arrondissement
| Période           | Période         | Identité                   | Fonction précédente                                                         | Observation |
| ----------------- | --------------- | -------------------------- | --------------------------------------------------------------------------- | --- |
| 20 novembre 1918  | 15 mai 1930     | Maurice Le hoc             |                                                                             | En tant qu'administrateur militaire du territoire, puis en tant que sous-préfet à partir du 5 juillet 1919. Nommé préfet de Tarn-et-Garonne |
| 27 mai 1930       | 27 mai 1930     | Joseph Léonard             | Chef de bureau à la direction générale des services d'Alsace et de Lorraine | Non installé. |
| 27 mai 1930       | 31 juillet 1933 | Guy Périer de Féral        | Secrétaire général du Protectorat chérifien                                 | Chef adjoint du cabinet du Sous-secrétaire d'etat à la présidence du conseil sous Guy La Chambre                                            |
| 6 août 1933       | 23 mai 1940     | Jacques Feschotte          | Secrétaire général de la préfecture du Calvados                             | Nommé préfet des Côtes-du-Nord |
| 23 novembre 1944  | 4 octobre 1947  | Maurice Oster              | Sous-préfet de Condom                                                       | Nommé Secrétaire général du Haut-Rhin |
| 6 octobre 1947    |                 | Joseph Heckinger           |                                                                             | |
| 1er novembre 1958 |                 | François Lechner           |                                                                             | |
| 16 janvier 1967   |                 | Maurice Bourgeois          |                                                                             | |
| 12 décembre 1980  |                 | Paul-Henri Trollé          |                                                                             | |
|                   | 23 janvier 1990 | Michel Cougul              |                                                                             | Nommé sous-préfet de Rochefort |
| 27 juin 1990      | 18 février 1994 | Ferdinand-Maurise Constant | Détaché auprès du conseil régional de la Guyane                             | Nommé sous-préfet de Dinan |
| 6 avril 1994      |                 | Daniel Chenard             | Administrateur civil hors classe                                            | |
| 28 février 2002   | 30 juin 2005    | Pierre Hannecart           | Sous-préfet de Metz-Campagne                                                | Installé le 18 mars 2002. Réintégré dans son corps d'origine, sur sa demande, en tant qu'administrateur civil                               |
| 20 juillet 2005   | 17 mars 2008    | Claude Fleutiaux           | Sous-préfet en position de service détaché                                  | Installé le 1er septembre 2005. Nommé directeur de cabinet du préfet de l'Essonne                                                           |
| 17 mars 2008      | 29 juillet 2011 | Sylvette Misson            | Sous-préfet de Pontivy                                                      | Installée le 7 avril 2008. Nommée sous-préfète hors cadre                                                                                   |